# Украинский институт стальных конструкций имени В. Н. Шимановского
Украинский институт стальных конструкций имени В. Н. Шимановского (укр. Український інститут сталевих конструкцій імені В. М. Шимановського) — отраслевая комплексная научно-исследовательская и проектная организация, которая специализируется на исследованиях и проектировании строительных металлоконструкций сооружений разного назначения для всех отраслей народного хозяйства, как базовая организация Министерства регионального развития и строительства Украины, координирует научно-техническую деятельность в области металлостроительства.
По результатам государственной аттестации научных организаций он отнесён к организациям группы «А», которые могут определять и влиять на государственную научно-техническую политику.

## История института
История института берет своё начало с декабря 1944 года, когда в Киеве было открыто Особое проектное бюро треста «Промстальконструкция». Главным заданием бюро была разработка проектов по возобновлению и реконструкции мостов, промышленных сооружений и других объектов, разрушенных в годы Великой Отечественной войны.
Проектное бюро было позже переименовано в Проектную контору «Проектстальконструкция», а на её базе в 1960 г. был создан Государственный проектный институт (ГПИ) «Укрпроектстальконструкция». В 1980 г. его директором был назначен член-корреспондент Академии наук УССР, доктор технических наук, профессор Виталий Николаевич Шимановский, с именем которого многие специалисты связывают ряд прогрессивных шагов в сфере проектирования.
В 1983 г. ГПИ «Укрпроектстальконструкция» был реорганизован в научно-исследовательский и проектный институт «УкрНИИпроектстальконструкция», который стал на территории СССР одним из ведущих научно-исследовательских институтов в отрасли металлических конструкций. В его составе появился комплекс по изготовлению и монтажу металлических конструкций, в структуру которого входил Броварской завод металлоконструкций, а также семь структурных подразделений — Донбасский центр технологической безопасности, Мариупольское, Полтавское, Днепропетровское, Харьковское, Луганское и Одесское комплексные отделения.
В июне 1994 года в соответствии с Указом Президента Украины № 210/93 от 15.06.1993 «О корпоратизации государственных предприятий» институт был реорганизован в Открытое акционерное общество (ОАО). В 1997 г. постановлением Кабинета Министров Украины институт «УкрНИИпроектстальконструкция» был включен в перечень научно-технических организаций, имеющих стратегическое значение для экономики и безопасности государства.
В 2000 г. после смерти Виталия Николаевича Шимановского институту было присвоено его имя. В. Н. Шимановский руководил институтом в течение двадцати лет, внес большой вклад в его развитие, создал научную часть и сохранил его как целостную организацию в период экономического спада 1990-х годов. Под руководством и при непосредственном участии Виталия Николаевича было разработано свыше десяти тысяч проектов, среди которых мосты и башни, эллинги и заводы металлоконструкций, каркасы уникальных зданий и сооружений.
В 2010 г. во исполнение требований Закона Украины № 514-VI от 17.09.2008 «Про акционерные общества» ОАО «УкрНИИпроектстальконструкция им. В. Н. Шимановского» изменило свою организационно-правовую форму путём трансформации в Общество с ограниченной ответственностью «Украинский институт стальных конструкций имени В. Н. Шимановского» (ООО «Укринсталькон имени В. Н. Шимановского»).
В разное время институт возглавляли: Б. П. Петров, О. И. Шумицкий, А. И. Исаев, И. А. Нечаев, В. Н. Шимановский. С 2011 года генеральным директором ООО «Украинский институт стальных конструкций им. В. Н. Шимановского» является А. В. Шимановский (сын В. Н. Шимановского), член-корреспондент Национальной Академии наук Украины, заслуженный деятель науки и техники Украины, доктор технических наук, профессор.
В институте была сформирован коллектив инженеров и ученых, которые составили его интеллектуальное ядро: В. Н. Шимановский, О. И. Шумицкий, П. М. Сосис, В. И. Киреенко, Л. Г. Дмитриев, А. В. Касилов, В. Н. Гордеев, А. В. Перельмутер, М. П. Кондра, И. Н. Лебедич, Р. Б. Харченко, А. С. Городецкий, В. Б. Барский, Ю. С. Борисенко, М. Л. Гринберг, А. Я. Прицкер, В. Л. Гейфман, И. Л. Овдиенко и десятки других ярких людей.

### Научно-техническая деятельность
Украинский институт стальных конструкций им. В. Н. Шимановского является ведущим научно-исследовательским и проектным институтом в строительном комплексе Украины, выполняя функции базовой организации Минрегиона Украины в области металлостроительства. По результатам государственной аттестации институт отнесен к категории организаций, которые определяют государственную научно-техническую политику в сфере строительства.
Специалисты института принимают участие в работе Научно-координационного и экспертного совета по вопросам ресурсов и безопасной эксплуатации конструкций, зданий и машин при президиуме Национальной академии наук Украины, Межведомственной комиссии по вопросам научно-технологической безопасности при Совете национальной безопасности и обороны Украины и Научно-технического совета Минрегиона Украины.
Украинский институт стальных конструкций им. В. Н. Шимановского как базовая организация Минрегиона Украины участвовал в разработке Концепции Государственной программы обеспечения технологической безопасности в основных отраслях экономики (в части строительных металлических конструкций). Этой концепцией предусматривается разработка государственной научно-технической программы «Ресурс», а также отраслевых и региональных программ, на которые положено осуществление мероприятий для реализации государственной политики по обеспечению надежности и безопасной эксплуатации зданий и сооружений в определённой отрасли или регионе.
С целью усовершенствования национальной стандартизации в отрасли строительства и промышленности строительных материалов приказом Минрегиона Украины создан технический комитет стандартизации 301 «Металлостроительство». Функции его секретариата уполномочен выполнять Украинский институт стальных конструкций им. В. Н. Шимановского, имеющий многолетний опыт разработки нормативных документов в строительстве.

### Проектно-конструкторская деятельность

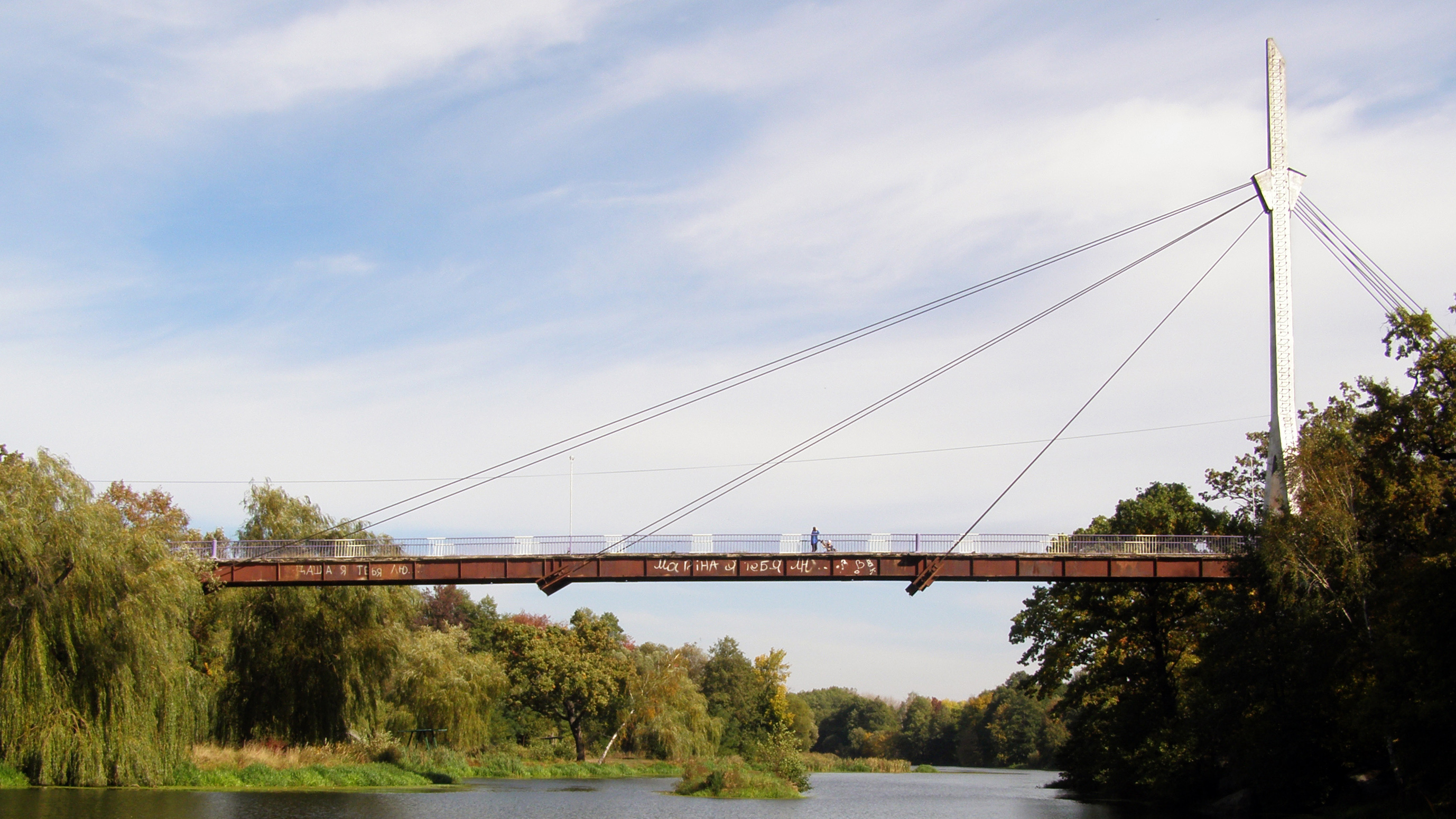
Пешеходный мост длиной 102 м с одним пилоном через р. Уж в г. Коростень.

Одной из задач института в период становления была разработка проекта цельносварного моста через р. Днепр в г. Киеве — моста Патона, выполненного в сотрудничестве с Институтом электросварки им. Е. О. Патона. По проектам института сооружены пешеходные мосты через реки: Днепр — в Киеве, Тетерев — в Житомире, Уж — в Коростене, а также висячие трубопроводные переходы через реки Ангару и Урал. При реконструкции проезда по плотине Днепрогэса был разработан проект криволинейного в плане моста через Днепр с облегченной стальной проезжей частью.
Успехов добились специалисты института в проектировании цельносварных телевизионных башен большой высоты. Это реализованные проекты телевизионных башен в городах Киеве, Санкт-Петербурге, Ереване, Тбилиси, Харькове, металлических мачт-антенн высотой 260 м для радиовещательных станций, унифицированных башен для телевизионных ретрансляторов и радиорелейных линий.
Сложными и творческими были задачи разработки и возведения несущих конструкций монумента «Родина-мать», музея Великой Отечественной войны и монумента в честь провозглашения независимости Украины .
Институт принимал участие в проектировании и строительстве крупных и сложных промышленных объектов, в том числе металлургических комбинатов и заводов по изготовлению металлоконструкций. По его проектам построены или реконструированы цеха Ново-Липецкого металлургического комбината, завода «Электросталь» им. Тевосяна (Россия), металлургических заводов в Бокаро (Индия), Сейдишехере (Турция), Аннабе (Алжир), Аджаокуте (Нигерия) и ряда других заводов.
Наряду с объектами производственного назначения институт разрабатывал проекты несущих металлоконструкций крупных общественных зданий, таких как Дворец «Украина», высотная гостиница «Киев», Дом торговли в Киеве, Культурный центр «Украинский дом», вокзальный комплекс станции Киев-Пассажирский и другие.
Примерами строительства торговых и выставочных зданий в металлических конструкциях являются Международный выставочный центр в Киеве на Броварском проспекте и комплекс «Экспоцентр Украины».
Институт проектировал инженерные сооружения на магистральных нефте- и газопроводах, резервуары различной вместимости для нефти и нефтепродуктов. В 2003 году был запроектирован и в дальнейшем построен резервуар объёмом 75000 м³ для линейной производственно-диспетчерской станции «Броды», которая является единственной промежуточной насосной станцией на украинском участке нефтепровода «Дружба» и осуществляет транзитную перекачку российской нефти по двум нитям нефтепровода. В институте проектируются склады сырой нефти для нефтеперегонных заводов Украины, в частности, сырьевой парк для ОАО «Нафтохімік Прикарпаття» в городе Надворная Ивано-Франковской области и другие резервуарные системы.
Среди спортивных объектов, разработанных институтом, стадион «Юбилейный» в г. Сумы, отмеченный Государственной премией Украины (2004 г.) и спортивный игровой комплекс «Олимп» в Южном (под Одессой), отмеченный Государственной премией в области архитектуры (2006 г.).
В 2004 году институт совместно с Украинской академией архитектуры разработал предложения по реконструкции киевского стадиона «Динамо». В 2006 году был запроектирован и смонтирован навес над трибунами стадиона «Металлург» в Днепропетровске.
В общей сложности специалистами института разработано около тридцати тысяч проектов зданий и сооружений различного назначения для сорока стран мира.

## Крупнейшие объекты

### Мост имени Е. О. Патона, г. Киев
Мост построен в 1953 году. Генеральное проектирование с участием Института электросварки имени Е. О. Патона.

В 2001 году разработан проект реконструкции проезжей части моста.

### Киевская телебашня
Телебашня была запроектирована и построена по техническому заданию и по заказу Министерства связи УССР. К возведению телевизионной башни на всех стадиях привлекались ведущие проектные и строительно-монтажные организации.

Архитектор — В. Н. Шимановский.

## Издательская деятельность

### Журнал «Промышленное строительство и инженерные сооружения»
В журнале печатаются статьи по вопросам архитектуры, проектирования, строительства объектов промышленного назначения и инженерных сооружений, а также результаты новых исследований в сфере технической диагностики, разработки и усовершенствования нормативной базы металлостроительства и т. п.
Журнал внесен в перечень профильных изданий по технической науке, а также в перечень научных специализированных изданий, в которых могут публиковаться основные результаты диссертационных работ.
Журнал выходит ежеквартально.

### Научный сборник «Сборник научных трудов Украинского института стальных конструкций имени В. Н. Шимановского»
В Сборнике печатаются статьи с результатами исследований в отрасли расчета и проектирования конструкций, теоретической и строительной механики, теории упругости и пластичности; развития методов расчета и проектирования конструкций, зданий и сооружений, разрабатывания рациональных типов конструкций, а также экспериментально-теоретические исследования работы элементов и соединений, усовершенствования материалов, технологии изготовления и монтажа, ремонта и реконструкции зданий и сооружений, развития и усовершенствования нормативной базы в строительстве.
«Сборник научных трудов Украинского института стальных конструкций имени В. Н. Шимановского» внесен в перечень профильных изданий по техническим наукам, а также в перечень специализированных изданий, в которых могут публиковаться основные результаты диссертационных работ.